# Дивин, Кароль
Кароль Дивин (чеш. Karol Emil Divín; 22 февраля 1936, Будапешт — 6 апреля 2022, Брно) — фигурист из Чехословакии, серебряный призёр зимней Олимпиады 1960 года, серебряный призёр чемпионата мира (1962), бронзовый призёр чемпионата мира 1964 года, двукратный чемпион Европы (1958, 1959), серебряный призёр чемпионатов Европы (1957, 1962), бронзовый призёр чемпионатов Европы (1954, 1955, 1956, 1964), одиннадцатикратный чемпион Чехословакии в мужском одиночном катании.

## Биография
Отец Кароля Дивина был венгром немецкого происхождения, его мать — чешка. Рос в Братиславе, тренировался у Ивана Мауэра. Дебютировал на чемпионате Европы в 1954 году, где занял 3-е место. После окончания спортивной карьеры работал тренером в Канаде.

## Спортивные достижения
| Соревнования/Сезоны     | 1954 | 1955 | 1956 | 1957 | 1958 | 1959 | 1960 | 1961 | 1962 | 1963 | 1964 |
| ----------------------- | ---- | ---- | ---- | ---- | ---- | ---- | ---- | ---- | ---- | ---- | ---- |
| Зимние Олимпиады        |      |      | 5    |      |      |      | 2    |      |      |      | 4    |
| Чемпионаты мира         |      | 5    | 6    |      | 6    | 5    |      |      | 2    | 4    | 3    |
| Чемпионаты Европы       | 3    | 3    | 3    | 2    | 1    | 1    | *    |      | 2    |      | 3    |
| Чемпионаты Чехословакии | 1    | 1    | 1    | 1    | 1    | 1    | 1    | 1    | 1    | 1    | 1    |

- * — Не закончил соревнование